# Schweindorf
Schweindorf is een zeer kleine gemeente in de Duitse deelstaat Nedersaksen. Samen met zeven andere gemeenten in de omgeving vormt het de Samtgemeinde Holtriem in het Landkreis Wittmund.
Schweindorf telt 729 inwoners.
In 1948 vond een boer uit Schweindorf tijdens graafwerk op zijn land een uit omstreeks 600 daterende penning, met een afbeelding van Wieland de Smid, een figuur uit de Germaanse mythologie, met daaronder een runeninscriptie.
Voor meer informatie zie onder Samtgemeinde Holtriem.

## Politiek
De gemeente wordt bestuurd door de gemeenteraad, bestaande uit negen gekozen raadsleden. Schweindorf heeft als onderdeel van een samtgemeinde geen gekozen burgemeester, uit de raad wordt een lid tot burgemeester gekozen. De raad werd voor het laatst gekozen in 2021. Alle gekozen leden stonden, evenals bij de voorafgaande verkiezingen, op de eenheidslijst van de Wählergemeinschaft Schweindorf.

## Afbeeldingen

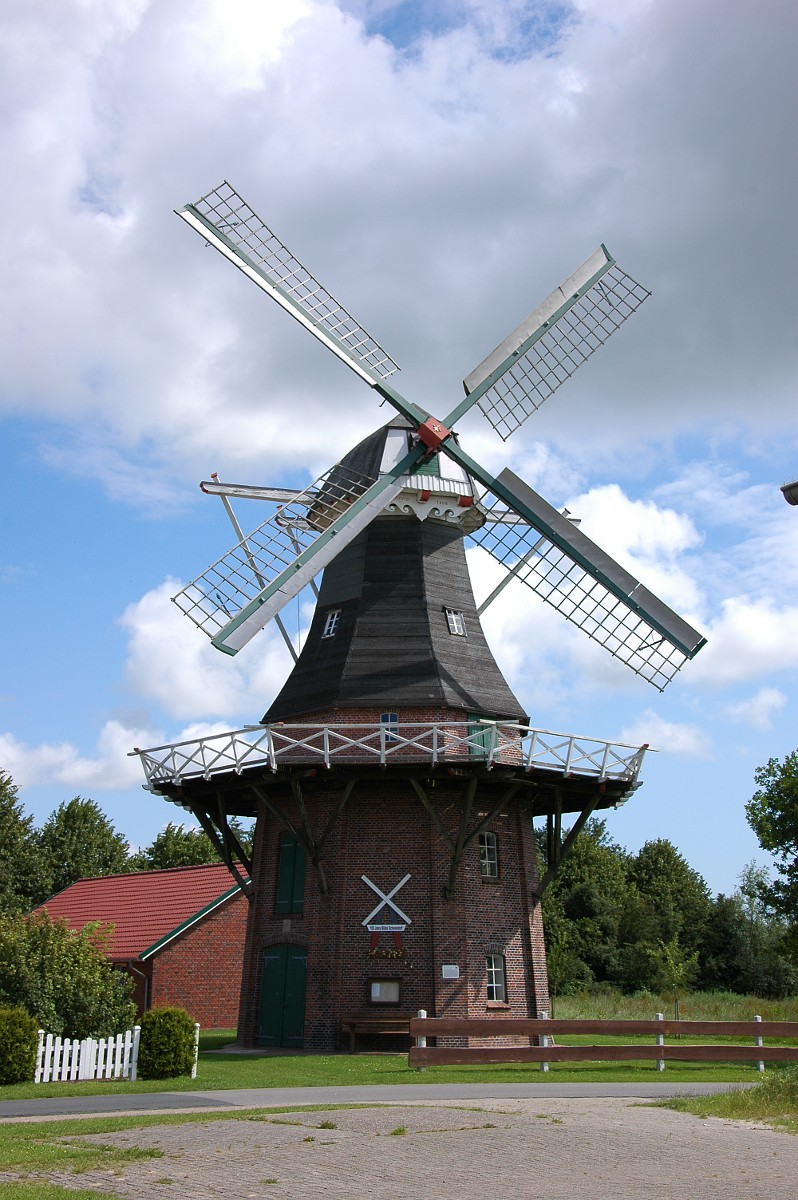
Molen in Schweindorf
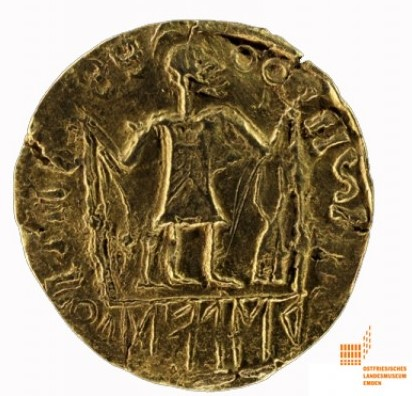
In 1948 gevonden gouden munt met runeninscriptie

- Gemeinsame Normdatei: 16158531-0
- Virtual International Authority File: 170677006